# 애천
《애천》(Three Coins In The Fountain)은 미국에서 제작된 진 네글레스코 감독의 1954년 드라마 영화이다. 클리프톤 웹 등이 주연으로 출연하였고 솔 C. 시겔 등이 제작에 참여하였다.
1955년 제27회 아카데미 시상식에서 이 영화는 아카데미 촬영상과 주제가상을 받았으며 작품상 후보로 지명되었다.

## 출연

### 주연
- 클리프톤 웹
- 도로시 맥과이어
- 진 피터스
- 루이 주르당
- 매기 맥나마라
- 로사노 브라지
- 하워드 세인트 존
- 캐스린 지브니
- 캐슬린 네스비트

### 조연
- 메리 앤더스
- 알베르토 모린
- 그라지아 나시소
- 마리오 실레티
- 레나타 바니
- 노마 바든
- 윌라드 워터맨

## 기타
- 미술: 존 디커
- 의상: 도로시 지킨스